# Chiesa di Santa Maria del Carmine in Carpinello
La chiesa di Santa Maria del Carmine in Carpinello è la parrocchiale della frazione di Carpinello del comune di Forlì. Appartiene all'Arcidiocesi di Ravenna-Cervia, ma è affidata alla diocesi di Forlì-Bertinoro. 

## Storia
Nella frazione di Carpinello esistevano in origine due luoghi di culto, uno dedicato a Sant'Egidio Abate, l'altro alla Madonna. Se nel 1557 le due chiese risultano sottoposte alla parrocchia di Pievequinta, dal 1567 risultano autonome ed entrambe sede di parrocchia, anche se con un unico rettore, il forlivese Tommaso Talombini. La chiesa di Sant'Egidio viene però demolita nel 1629 e la chiesa di Santa Maria resta l'unica della frazione.
Le sue origini si fanno risalire al 1219, ma la chiesa viene riedificata nel XIX secolo su iniziativa del canonico Ignazio Baldini con interventi che probabilmente non modificano le linee semplici originarie, riconducibili a un aspetto romanico padano.
La fortuna della frazione di Carpinello comincia fra la fine del Settecento e l'inizio dell'Ottocento, quando si comincia la pratica della case in affitto per i lavoratori e per chi non poteva permettersi di mantenere una casa autonoma. La crescita del paese viene favorita anche dalla posizione, sulla via che conduce da Forlì a Cervia e dalla vicinanza della ottocentesca Villa Giselda, appartenente alla famiglia Orsi-Mangelli, distrutta a causa della Seconda Guerra Mondiale, che sorgeva proprio dal lato opposto della strada davanti alla chiesa, come si nota da alcune cartoline d'epoca.
Nel tempo sono cresciuti intorno alla chiesa altri edifici parrocchiali, il cimitero e varie strutture come il campo da calcio.

## Descrizione

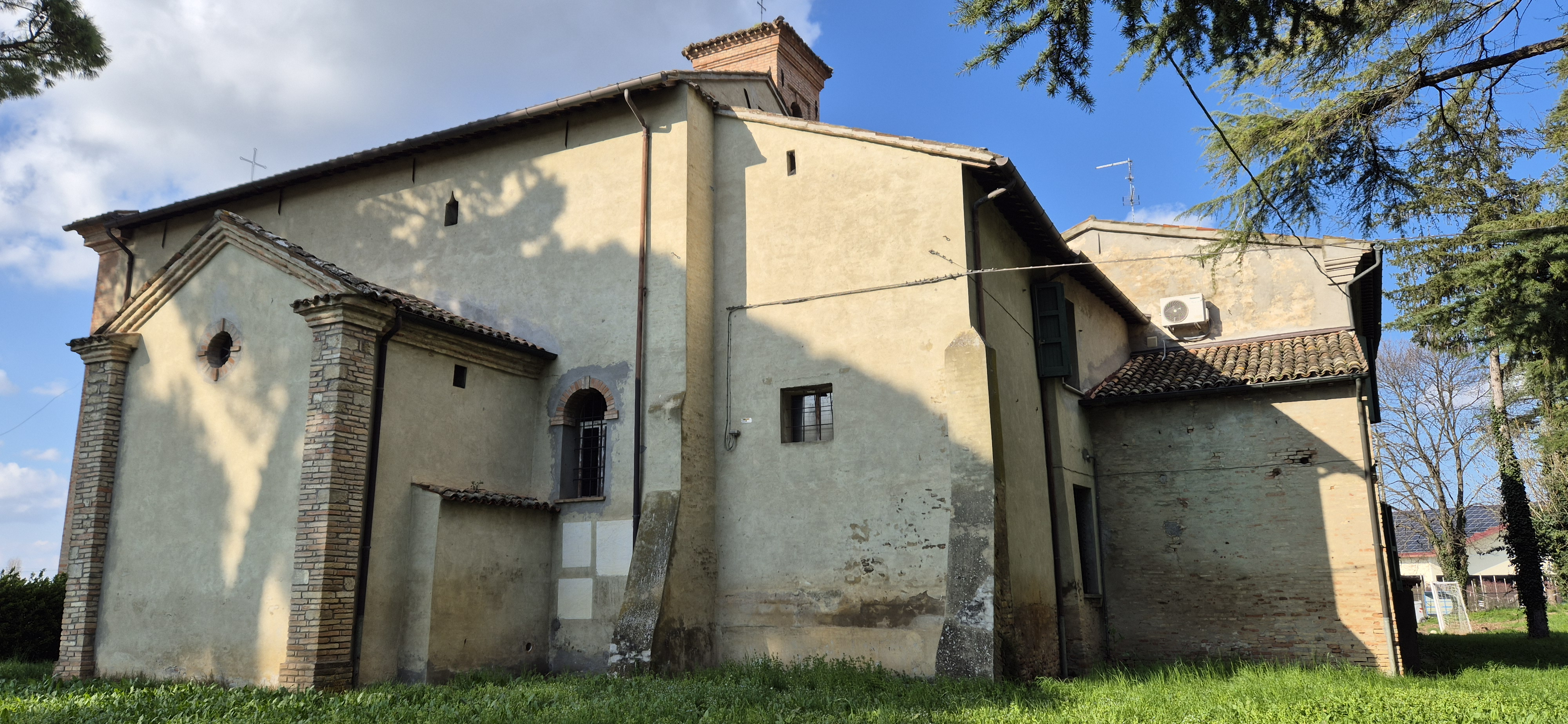
prospetto laterale destro

La chiesa presenta un'aula alta e stretta con due corpi laterali sporgenti uno per lato. La facciata è ottenuta mediante l'associazione di una parte in mattoni che realizza la profilatura e una parte intonacata con colore giallo chiaro. Il timpano profondo corona la struttura, mentre nella sottostante parte rettangolare si apre il portale e si nota un rettangolo sopra esso. Non sono presenti finestre, che invece si aprono nei due prospetti laterali, centinate e profilate con mattoni nel corpo della chiesa, piccole e rotonde nelle strutture sporgenti.
Il prospetto sinistro è addossato al cimitero e nel retro della chiesa da questo lato si innesta anche il campanile di mattoni, che sborda lateralmente rispetto all'edificio principale, ma non si erge molto in altezza. Nel muro destro, sul retro, sono murate tre epigrafi funerarie ottocentesche, molto consumate.
L'altare maggiore è realizzato con i marmi recuperati da una chiesa soppressa di Ravenna e al di sopra si trova un quadro raffigurante la Beata Vergine del Carmine. All'interno della chiesa è presente anche una statua della Madonna della bottega faentina Ballanti-Graziani.